# Declinação na língua latina
O Latim tem seis casos (nominativo, vocativo, acusativo, genitivo, dativo e ablativo). Organizam-se em cinco declinações, que se distinguem pela terminação da forma de genitivo singular: 1ª: -ae, 2ª: -i, 3ª: -is, 4ª: -us e 5ª: -ei. Nem sempre a forma de nominativo correspondente é determinável a partir da forma de genitivo. Por exemplo, nominativo uerbum, genitivo uerbi ("palavra"); mas nominativo puer, genitivo pueri (menino).  Assim, para se saber declinar um nome em todas as suas formas, é preciso saber a forma de nominativo e a de genitivo;  tipicamente os dicionários fornecem ambas: verbum, verbi e puer, pueri.

## Nominativo
- Sujeito
- Predicativo do Sujeito

-a no singular
Ex: "Bona discipula sum" ("Boa discípula sou", ou, "[Eu] sou [uma] boa discípula")
-ae no plural
Ex: "Ideo servae sedulae sunt" ("Por isso, escravas aplicadas são", ou, "Por isso, [as] escravas são aplicadas")

## Acusativo
- Objeto Direto

-am no singular
Ex.: Staphyla Phaedram amat. "Estáfila ama Fedra"
-as no plural
Ex.: Staphyla Phaedras amat. "Estáfila ama as Fedras".

## Genitivo
- Adjunto Adnominal (indicando posse)

Ex.: Amica Staphylae etiam serva est.  "A amiga de Estáfila ainda é escrava"

## Dativo
- Objeto Indireto

Ex.: Phaedra servae rosam dat. "Fedra dá a rosa à escrava"

## Ablativo
- Adjunto Adverbial

Ex.: Cum amica ambulat. "Anda com a amiga"
- Agente da Passiva

Ex.: Filius amatur a matre. "O filho é amado pela mãe"

## Vocativo
- Vocativo, como no Português

Ex.: Domine, cur laudas discipulas? "Senhor, por que louvas as alunas?"